# Taparito
Taparito es una población del Municipio Simón Bolívar en el estado Zulia, Venezuela.

## Ubicación
Se encuentra entre el río Taparito al norte, la carretera E al sur, el lago de Maracaibo al oeste y la Av 24 al este. El campo Taparito está entre la Av Intercomunal al oeste, la carretera 21 al este, el río Taparito al norte y la carretera E al sur.

## Zona Residencial
La población de Taparito incluye el campo del mismo nombre, sectores aledaños y el patio de tanques Taparito, considerada un suburbio de Tía Juana, es difícil distinguir sus límites con Tacarigua al norte y Tía Juana al sur. Taparito tiene un estadio y una guarnición militar.

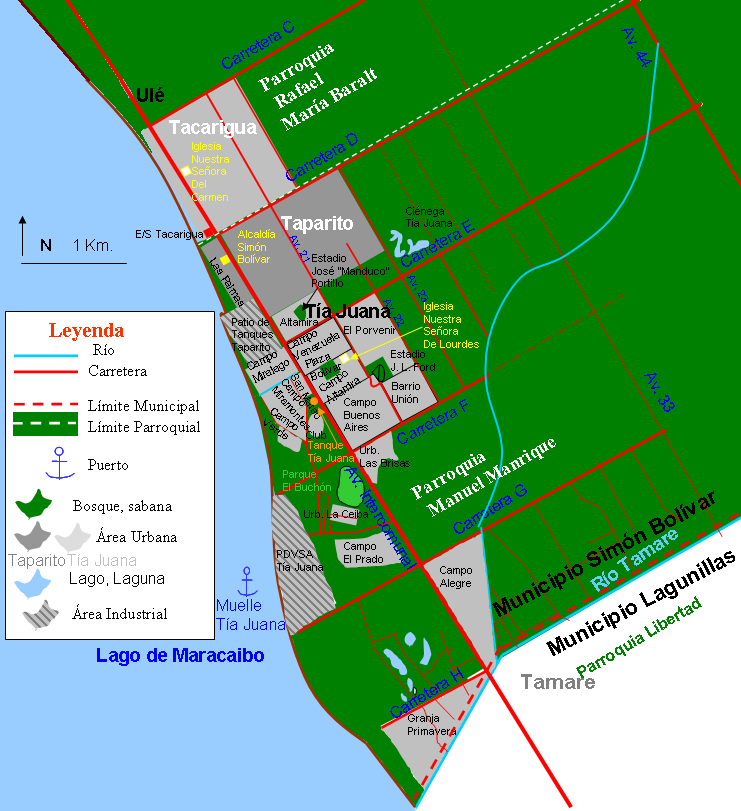
Mapa de Tía Juana, sólo se muestran las calles principales y las que sirven de límite a los sectores, existen muchas más calles secundarias, se muestra junto a Taparito y Tacarigua

## Vialidad y Transporte
Los campos petroleros de Taparito, tienen sus calles rectas y en buen estado y sus reductores de velocidad, están detrás de cercas de alambre, por otro lado las áreas vecinas al este de la Av 21 tienen algunas calles de tierra.

## Sitios de Referencia
- Destacamento 51 de la Guardia Nacional.Av Intercomunal, justo antes de la carretera E.
- Patio de Tanques Taparito. Av Intercomunal entre esta y el lago de Maracaibo.